# Knackeboul

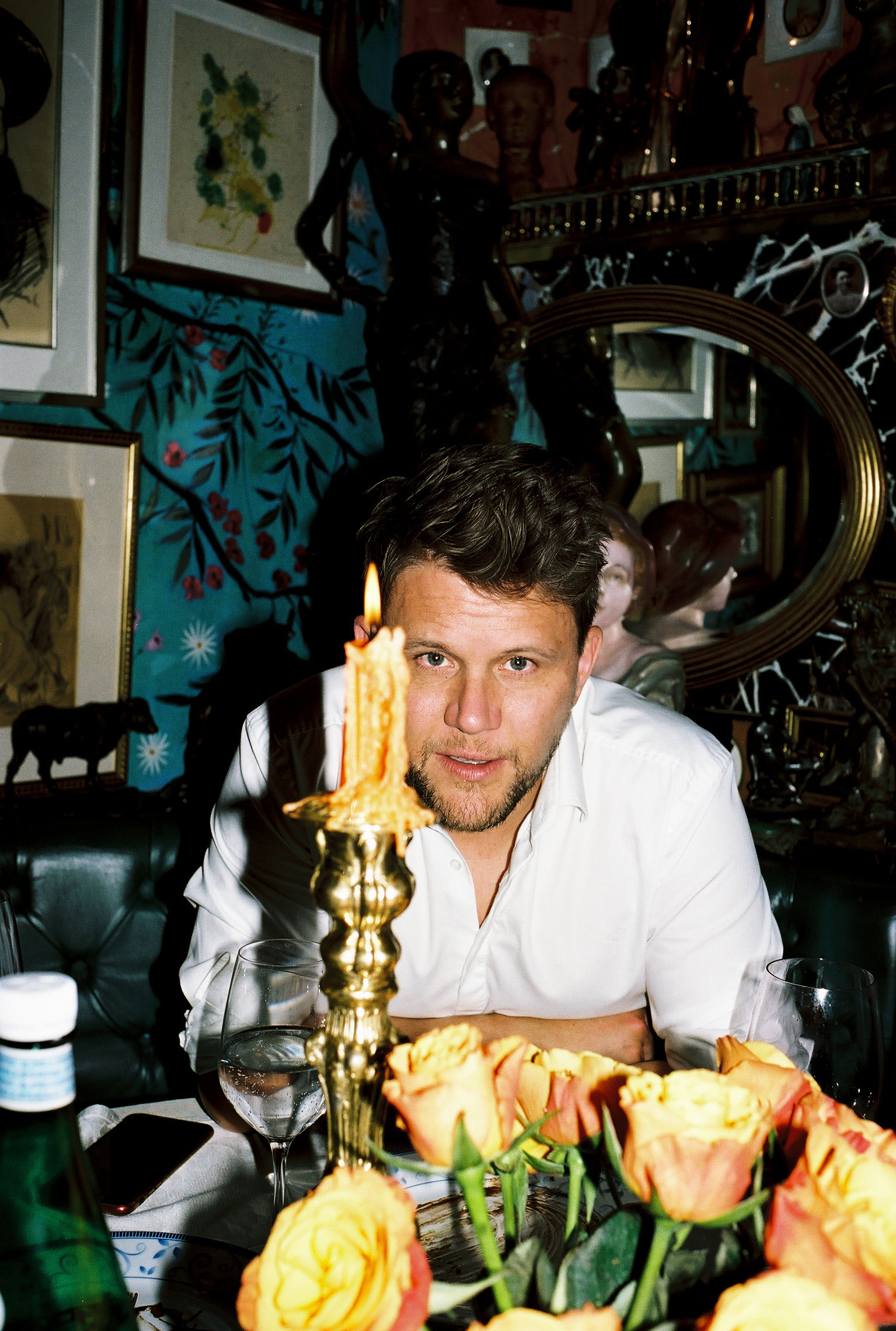
Knackeboul (2019)

Knackeboul (* 2. Mai 1982 in Langenthal; bürgerlich David Lukas Kohler) ist ein Schweizer Rapper, Beatboxer und Moderator.

## Biografie
Knackeboul ist ein Schweizer Künstler, der vor allem als Rapper, Beatboxer, Moderator und Entertainer bekannt ist. Aufgewachsen in Portugal und in der Schweiz, fing Knackeboul im Alter von 14 Jahren mit dem Rappen an – zuerst mit seinem Kollegen eQuadrat (Sven Günther) und danach auch mit Chocolococolo (Hans-Jakob Mühlethaler). Die drei Freunde gründeten im Jahr 2001 die Band Mundartisten, aus welcher einige Jahre später das gleichnamige Label hervorging.
2006 begann Knackeboul seine Solokarriere als Rapper mit dem Album Red und Antwort. Die Aufnahmen konnte er dank dem Preisgeld der m4music Awards finanzieren, die er 2005 als Orlando Menthol in der Sparte Electro gewonnen hatte. Im mehrfach preisgekrönten Dokumentarfilm Chrigu, welcher 2007 erschien, werden die «Mundartisten» rund um Knackeboul porträtiert. Chrigu war ein gemeinsamer Freund der Band, der 2005 an Krebs gestorben war.
Nach der Veröffentlichung seines zweiten Soloalbums «Hotel Hektik» war Knackeboul auf unzähligen Bühnen unterwegs. Als Support der amerikanischen Band Delinquent Habits tourte er im Winter 2009 durch ganz Europa, was ihm vor allem in Deutschland viele Folge-Auftritte bescherte. So eröffnete er Ende 2011 für die Band Jamiroquai die Show in der ausverkauften König-Pilsener Arena in Oberhausen. Mit den «Mundartisten» oder mit seinem Loopgerät Gudrun steht er auch in der Schweiz auf den Bühnen von Festivals, Clubs und weiteren Veranstaltungen.
2012 veröffentlichte er sein drittes Soloalbum, «Moderator», das zum ersten Mal die Top 10 der Schweizer Album-Charts erreichte.
2013 sorgte er neben seinem Top-10-Album «Picasso» durch seine Meinungsäusserung zum Schweizer Asylwesen, die als politisch links eingeordnet wurde, schweizweit für Medienaufmerksamkeit.
Am 15. Januar 2016 wurde das Album «Knacktracks» herausgegeben, welches während einer weltweiten, von Red Bull gesponserten Studio-Tour aufgenommen wurde.

## Karriere
Nach dem Gymnasium studierte Kohler an der Hochschule der Künste in Bern. Danach schlug er eine journalistische Laufbahn ein und moderierte während vier Jahren für das Schweizer Jugendradio DRS VIRUS. Von 2006 bis 2012 hatte er zudem seine monatliche Kolumne in der Oberaargauer Ausgabe der Berner Zeitung. Während über zwei Jahren war er regelmässig Gast bei Zambo, dem Kinderprogramm des Schweizer Fernsehens. Im Sommer 2012 moderierte er die Sendung Cover Me im Schweizer Fernsehen, und bis 2014 war er mit seiner eigenen Sendung «Knack Attack» beim Jugendsender joiz als Moderator tätig. Nun arbeitet er beim News-Online-Portal Watson als Redaktor und veröffentlicht in regelmässigen Abständen Videos zu verschiedenen Themen.
Knackeboul präsentierte die Big Brother Awards 2019.

## Auszeichnungen
- 2005: m4music Demotape Clinic 05 des Migros-Kulturprozent mit Orlando Menthol
- 2006: m4music Demotape Clinic 06 des Migros-Kulturprozent mit Knackeboul

## Diskografie

### Alben
Als Knackeboul
- 2006: Red und Antwort mit Featurings von Chocolococolo, eQuadrat, Kanalratte, Rüfe, Evilist, Libelle und David Muther. Scratches von DJ Matrat
- 2008: Hotel Hektik mit Featurings von Chocolococolo, eQuadrat, Dodo, Cookie the Herbalist, Evilist, Phyll the Ill Lyricist und Prozak Turner. Scratches von DJ Flip und DJ Matrat
- 2009: Guestlist EP mit Featurings von Black Tiger, Smagoo und eQuadrat
- 2011: Kämpfernatur EP mit SAD und Featurings von Rich Fonje und Benjamin Kasongo Katulu
- 2012: Moderator mit Featurings von Greis und James Gruntz
- 2013: Picasso mit Featurings von Polo Hofer, Heidi Happy und Megaloh
- 2016: Knacktracks mit Featurings von Lcone, Katerina Stoykova und Jas Crw
- 2018: Asimetrie mit Featurings von TCW, Ugismalls und Choccolococolo
- 2020: The Banasplit of Evil mit Featurings von LUUK und Noah Ferrari

### Singles
- 2011: Hoselupf featuring Hans Kennel & Mytha Horns Three
- 2012: Pixelparty
- 2013: Weisch du no? featuring Polo Hofer
- 2020: Sandro Protz mit LUUK

### Kompilationen
- 2006: Best of Demotape Clinic 2006
- 2010: Schwizer HipHop Heldä
- 2011: V – Musik zum Wählen

### Featurings
- 2007: Right/Left von Japrazz
- 2007: Bring mer es Glas von Dabu Fantastic
- 2008: Bring mers zrugg von B-Zar
- 2008: Plan B von Dodo mit Dabu Fantastic, HmK & daeWue, Namusoke und Steff la Cheffe
- 2009: Frei von Cee
- 2009: Löiezang von Cee
- 2009: Nüt wo üs ufhet von eQuadrat
- 2009: Six Feet under von Dodo
- 2009: Jäh von Chocolococolo
- 2009: Liar Liar von Japrazz mit Chocolococolo
- 2010: Fröid von Flashdigga mit Flexxa
- 2010: Kaltgold von Hansimoto
- 2011: We are the Future von Cookie the Herbalist
- 2011: Le monde reste avec moi von Play Patrik mit QC und Lilly Yellow
- 2011: Say something von The Coyote Wrestler mit Phil the Ill Lyricist
- 2012: Jukeboxxx von Harry Leggs
- 2014: Arty Hearty von Baby Genius

### Sonstige Veröffentlichungen
- 2013: Weisch du no? von Polo Hofer (Kompilationsbeitrag Bock uf Rock Vol. 6)[4]

## Nebenprojekte

### Mundartisten
- 2002: Gift
- 2004: Burebuebe (EP)
- 2006: Blauäugig
- 2007: Chrigu (Soundtrack)
- 2010: M

### Orlando Menthol
- 2006: Boomberry
- 2010: The Message is the Media

### Kris vo Bärn
- bis 2010: Mehrere Auftritte als Comedian unter dem Pseudonym Kris vo Bärn

### Suiceside
- 2004: Wixtape

## Journalismus

### Moderationen
- 2008–2011: DRS Virus
- 2010–2012: Zambo, das Kinderprogramm des Schweizer Fernsehens bei SF2
- seit 2011: KnackAttack bei Joiz
- Sommer 2012: Cover Me im Schweizer Fernsehen auf SF1
- 2015: Stereotyp auf arte[5]

### Kolumnen
- 2006–2012: Berner Zeitung (Ausgabe Oberaargau, heute unter dem Namen Langenthaler Tagblatt)